# Pogradec
Pogradec je okresní město v jihovýchodní části Albánie, na jižní straně Ohridského jezera, u hranice se Severní Makedonií. V roce 2011 v něm žilo 20 848 obyvatel.

## Geografie
Pogradec leží na jižním pobřeží Ohridského jezera, na albánsko-severomakedonské hranici, v nadmořské výšce 696 m n. m., 130 km východně od Tirany se 40 km severně od města Korçë. Rozkládá se na východ od pohoří Mali i Thate a jihozápadně od něj se nachází hora Maja e Gështenjasit s nadmořskou výškou 1080 m n. m. Mezi těmito dvěma hřebeny je průsmyk Qafa e Plloçës, který spojuje Pogradec s rozhlehlou rovinou u města Korçë. Směrem na východ až po vesnici Tushemisht vede z Pogradce rovina, která přechází v pohoří Galičica až u hranice se Severní Makedonií.
V Pogradci dominuje středomořské a částečně kontinentální klima, se studenými zimami a horkými a suchými léty. Průměrná roční teplota dosahuje 12,3 °C. Nejdeštivější měsíc je listopad se srážkami v průměru 108 mm, zatímco průměrné roční srážky dosahují 730 mm.

## Název
Název města je slovanského původu (Podgradec) a v češtině znamená podhradí. Historická pevnost Kalaja se nachází ve svahu hor, které Pogradec obklopují ze západu. Turecký název města během osmanské nadvlády zněl İstarova nebo Pogradaş).

## Historie
Nejstarší pozůstatky lidského osídlení v Pogradci jsou původem z mladšího paleolitu, v sedmém století př. n. l. l. Tehdy vznikla ve východní části současného města malá osada na břehu Ohridského jezera.
V pátém až čtvrtém století př. n. l. zde procházela hranice mezi prvním ilyrským královstvím, kterému vládl král Bardylis a jeho syn Cleitus. Řečtí geografové a cestovatelé zaznamenali existenci různých osad v této době na břehu jak Ohridského jezera, tak i dalších jezer v okolí. Během dob existence Římské říše sloužila oblast jižního břehu Ohridského jezera jako koridor, který spojoval jaderské pobřeží s vnitřním Balkánem po cestě Via Egnatia; spojnice Drače a pobřeží Egejského moře. Již od začátku své existence se zde šířilo ilegální křesťanství, jak dokládají pozůstatky jedné z raných bazilik.
V 6. století pronikli do oblasti Ohridského jezera Slované. Na počátku století sedmého oblast kolonizoval slovanský kmen Berzitů. Až do 14. století byla tato oblast součástí řady středověkých států, jakými bylo např. První bulharské císařství, Byzantská říše a středověké Srbsko. Během byzantské nadvlády nechali Řekové přebudovat místní pevnost a rozšířit ji.
Poté se stal Pogradec součástí Turecka, které expandovalo dále na sever a západ z Konstantinopole. Jen v polovině 15. století na krátko město obsadil albánský vojevůdce Skanderbeg.[zdroj?] Souvislé období turecké nadvlády nad městem probíhalo od roku 1468 až do vyhlášení nezávislosti Albánie v roce 1912. V té době malé město bylo domovem rybářů a řemeslníků. V roce 1662 navštívil město turecký cestovatel Evlija Čelebi, který jej označil za krásné město s červenými střechami, čtyřmi čtvrtěmi a čtyřmi mešitami, dvěma základními školami, šesti sty domy a sto padesáti obchody.

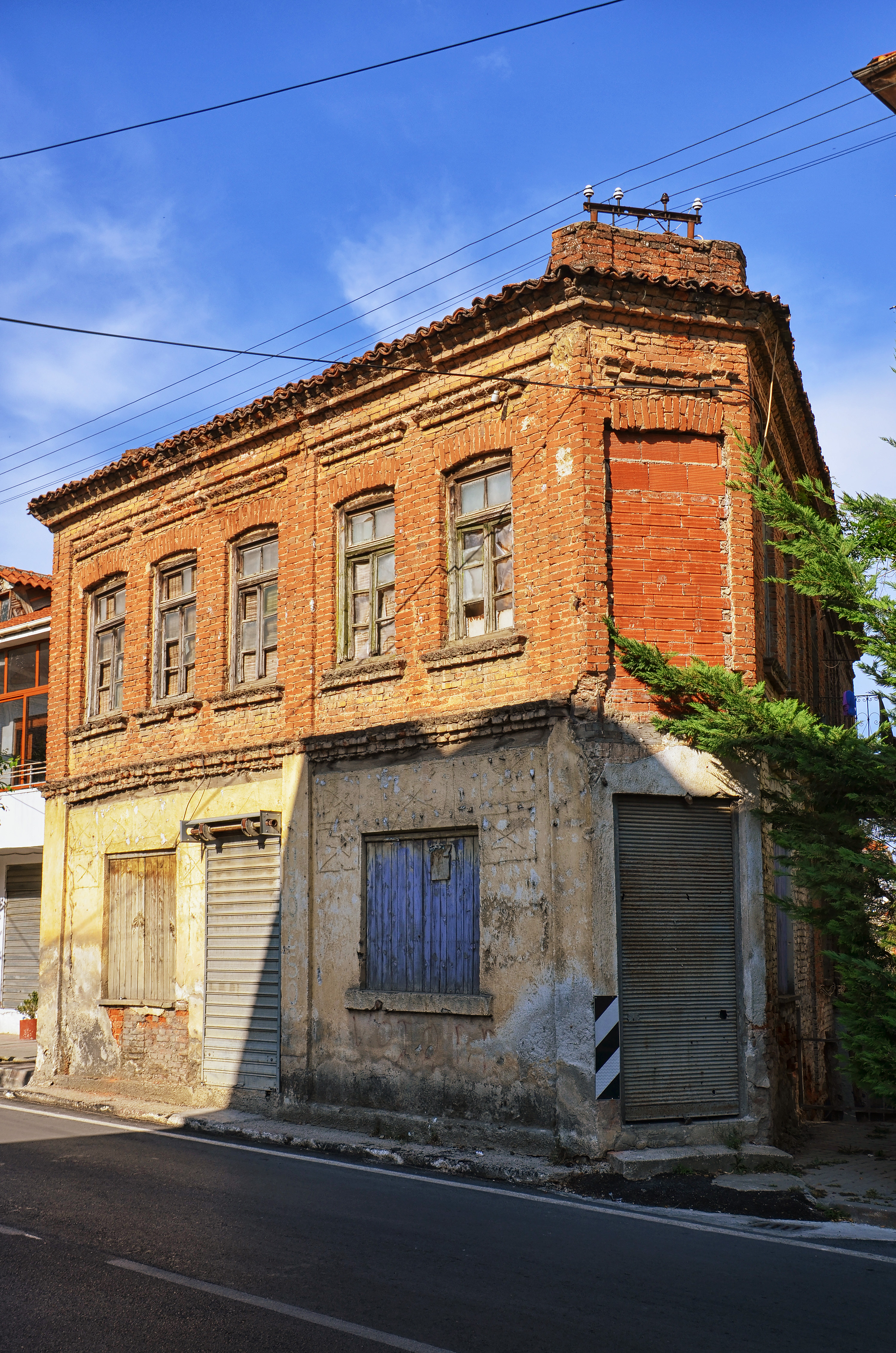
Dům v centru města.

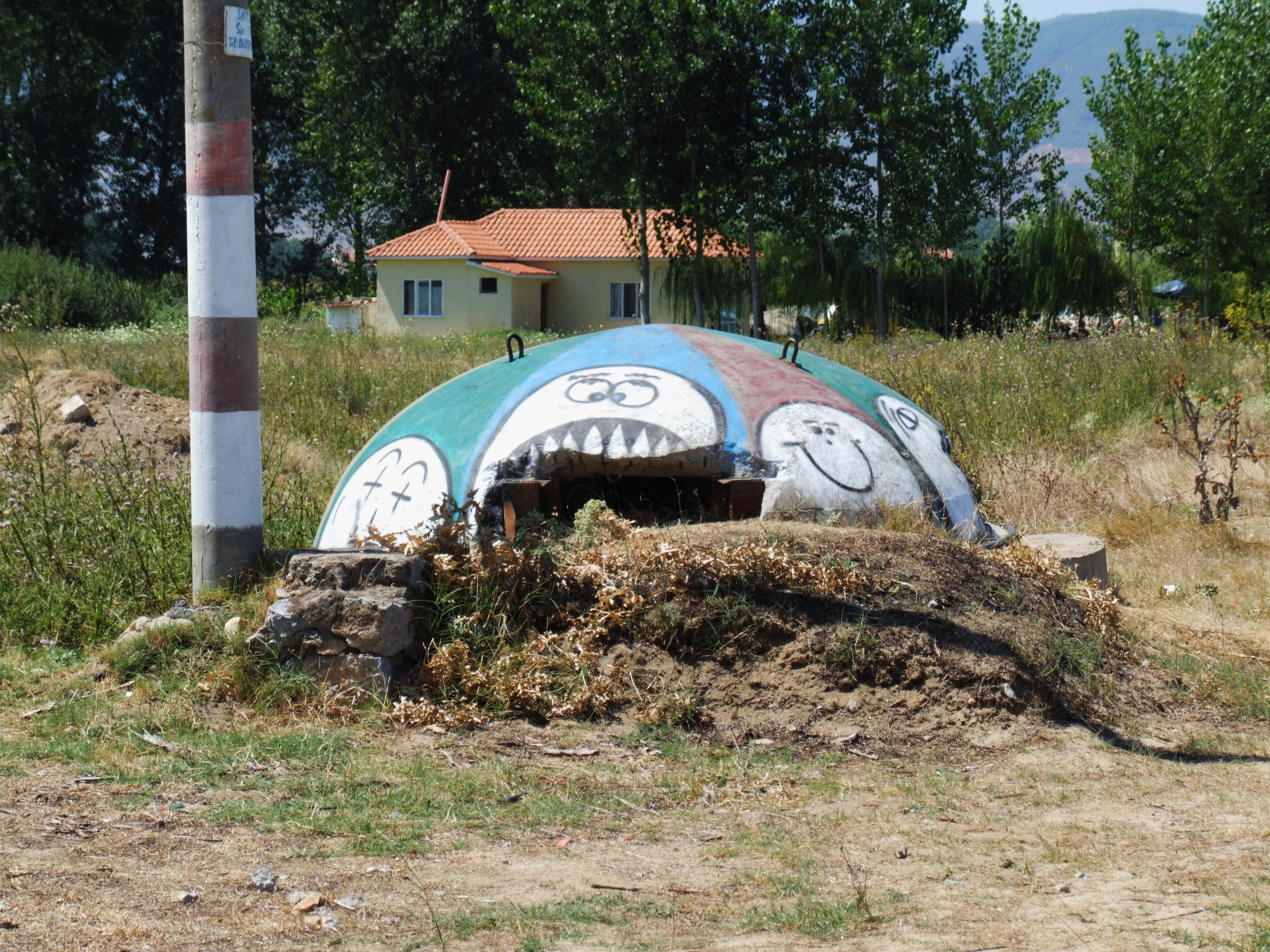
Bunkr na břehu jezera.

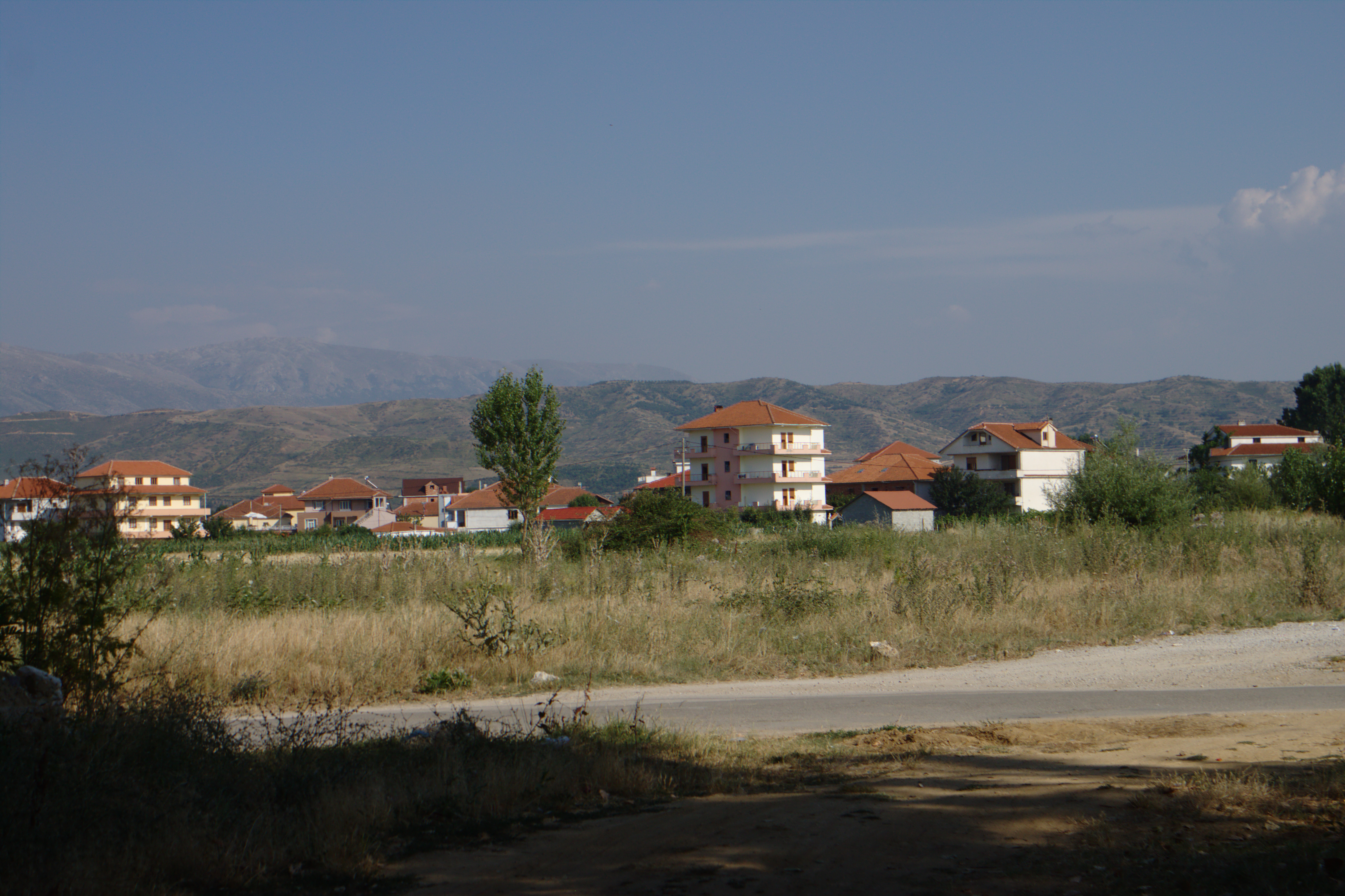
Nová výstavba na okraji města.

V druhé polovině 19. století hrálo město významnou úlohu během albánského národního obrození. Dne 14. března 1887 zde byla otevřena historicky druhá škola na území dnešní Albánie, kde probíhala výuka v albánském jazyce. Město mělo na základě Sanstefanské mírové smlouvy připadnout rodícímu se modernímu Bulharsku, nicméně na Berlínském kongresu bylo rozhodnuto původní plány hranic revidovat. Pogradec tak zůstal pod osmanskou správou.
Díky blízkosti města Korçë se i v Pogradci začal zvyšovat podíl vzdělaného obyvatelstva a začal se velmi pozvolně rozvíjet kulturní život.
Za první světové války bylo město okupováno různými vojsky, včetně Rakousko-Uherska, Srbska (Srbové obsadili město v červnu 1915), Řecka, a z východu z dnešní Severní Makedonie přicházela vojska Bulharska a Francie, která měla své vojáky umístěné na Soluňské frontě.
Na začátku druhé světové války byl Pogradec obsazen italskými vojsky, a to dne 12. dubna 1939. Italská okupace ale trvala pouze do roku 1940. Po vypuknutí války mezi Itálií a Řeckem se město našlo na frontové linii společné hranice; Řecko zde podporovalo bombardováním italských pozic také britské královské letectvo. Až do obsazení Řecka Německem v dubnu 1941 držela město řecká armáda. Italové byli velmi rychle poraženi a stáhli se na západ. Po kapitulaci Itálie v roce 1943 vstoupila do Pogradce německá vojska a dne 30. srpna 1944 jej osvobodili albánští partyzáni.
V období existence socialistické Albánie se město stalo oblíbeným resortem pro tehdejší představitele vlády. Svůj resort zde měl i Enver Hodža; vládní areál byl nepřístupný veřejnosti a striktně oddělen od města. Vzhledem k problematickým vztahům se sousední Jugoslávií (hranice probíhala přes Ohridské jezero) se daný resort nicméně nacházel v problematické zóně. Albánie proto (stejně jako Jugoslávie) vodní hranici procházející přes jezero přísně střežila.
V roce 1953 se zde uskutečnilo jednání mezi albánskými a jugoslávskými zástupci o řešení územních sporů mezi oběma státy. Jednání probíhalo v atmosféře normalizace jugoslávsko-sovětských vztahů, které donutily Albánii, spojence SSSR, začít se svým severním sousedem jednat.
Po skončení konfliktu se v rámci industrializace Albánie začal rozvíjet i Pogradec. Již v roce 1939 byly v blízkosti města objeveny zásoby hematitu v počtu 20 milionů tun. Později byly otevřeny doly i na další barevné kovy (nikl, chrom a olovo). V 70. letech 20. století zde bylo těženo 500 tisíc tun rudy ročně. Pro zvýšení efektivity těžby byla v 80. letech 20. století vybudována k jezeru a dolům železniční trať.
Díky rozvoji jak turistiky tak i průmyslu se počet obyvatel města zvýšil z původních pěti tisíc až na 15 tisíc v 80. letech 20. století. Neutěšený stav albánské ekonomiky a tíživá nálada ve společnosti, která se projevovala i v Pogradci, je doložitelná i faktem, že v závěru 80. let 20. století byl na krátko otevřen i hraniční přechod severně od města. Přestože jugoslávské úřady tak učinily jen pro obyvatele Pogradce a jen pro 32 hodin, velmi rychle překračovaly hranici tisíce lidí směrem na východ na území dnešní Severní Makedonie. Gesto bylo původně určeno jen pravoslavnému obyvatelstvu Pogradce na velikonoční svátky, přes hranici však přešli lidé všech vyznání, pokud dokázali doložit že jsou jen z Pogradce.
Rozvoj města byl přerušen v roce 1991 po změně společenského uspořádání v Albánii, nicméně jen na krátkou dobu. V únoru 1992 velké doly zahájily propouštění a v albánské společnosti se poprvé objevil problém s nezaměstnaností, což vyvolalo nepokoje a rabování státních obchodů. Stát sice vyplácel nezaměstnaným podporu ve výši 80 % jejich původního platu, velmi rychle však byly zásoby prostředků pro tyto dávky vyčerpány. V roce 1997 násilnosti zachvátily město opět, a to poté, co došlo ke kolapsu pyramidových her.
Turistický rozvoj regionu byl realizován za pomoci finančních prostředků EU (z programu PHARE). V témže roce bylo také rozhodnuto o prodloužení železniční tratě dále do Řecka, stavební práce však nakonec nebyly zahájeny. Na začátku 21. století se podařilo situaci stabilizovat; díky novým hotelům a revitalizovanému okolí města se stal Pogradec jedním z turistických center na břehu Ohridského jezera. V roce 2005 mělo město 30 tisíc obyvatel.

## Hospodářství

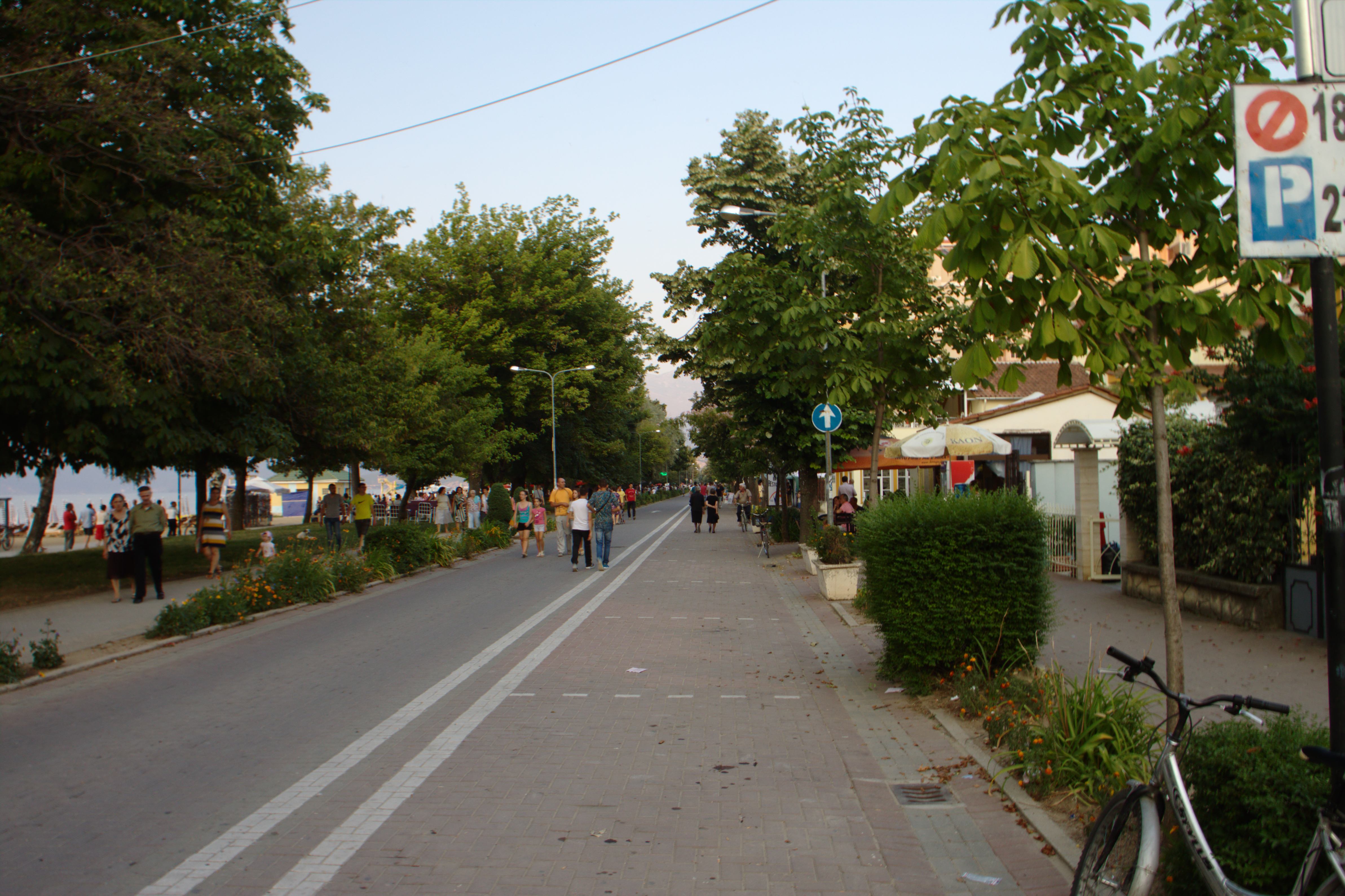
Promenáda v centru města.

Pogradec je centrem potravinářského průmyslu (díky úrodné pláni, nacházející se jihovýchodně od města, kde se dobře daří pěstování ovoce a zeleniny). Vyrábí se rovněž i víno a rakija. Na západním břehu Ohridského jezera se těží různé druhy kovů, nicméně od první poloviny 90. let 20. století je těžba již jen sporadická.
V okolí Pogradce se nacházejí také továrny na zpracování kovů, textilní továrna a továrna na výrobu nábytku. Ve vyšších nadmořských výškách se na svazích kopců těží dřevo.

## Doprava
Město se nachází na silnici první třídy SH 3, která vede z Elbasanu v centrální části Albánie do města Korçë.
Severně od Pogradce se také nachází koncová stanice železniční trati Prrenjas-Memelisht, kde v letech 2005 až 2018 byly vypravovány pravidelné vlaky do albánského hlavního města Tirany.
Nedaleko města Pogradec existují dva hlavní hraniční přechody do Severní Makedonie: východně od města, cca 6 km u vesnice Tushemisht směrem k Ohridu a severně od Pogradce u průsmysku Thanë směrem do města Struga.

## Sport
V Pogradci se nachází profesionální fotbalový tým, který hraje v první albánské lize. Kromě něho zde působí i několik dalších fotbalových, volejbalových a basketbalových týmů. Na dlouhé a široké pláži, která tvoří severní hranici města, se dobře daří plážovému volejbalu. Každý rok se v Pogradci pořádá beachvolejbalové mistrovství, kterého se účastní i týmy ze sousedních zemí.
Působí zde rovněž i boxerský tým Dragoi.

## Turistika
Město má svojí promenádu, která se táhne po pobřeží Ohridského jezera. Po roce 1991, kdy došlo v Albánii k společenským změnám a konci vlády komunistického režimu se v Pogradci rozvíjí turistika. Díky tomu má město moderní hotely a také dobré jak silniční, tak i lodní spojení s nedalekou Severní Makedonií, se kterou sdílí břehy Ohridského jezera.
V roce 2007 byla dokončena pěší zóna/promenáda v centru města se stromořadím. Nábřeží a pláže jsou pravidelně udržovány, odpadové hospodářství bylo značně modernizováno (vybudována byla rovněž i nová Čistička odpadních vod, díky níž se zvýšila podstatným způsobem kvalita vody v Ohridském jezeře.
Na svahu západně od města se na vrcholu ve výšce 898 m n. m. nachází pevnost (albánsky Kalaja e Pogradecit), ke které vede pěší cesta.

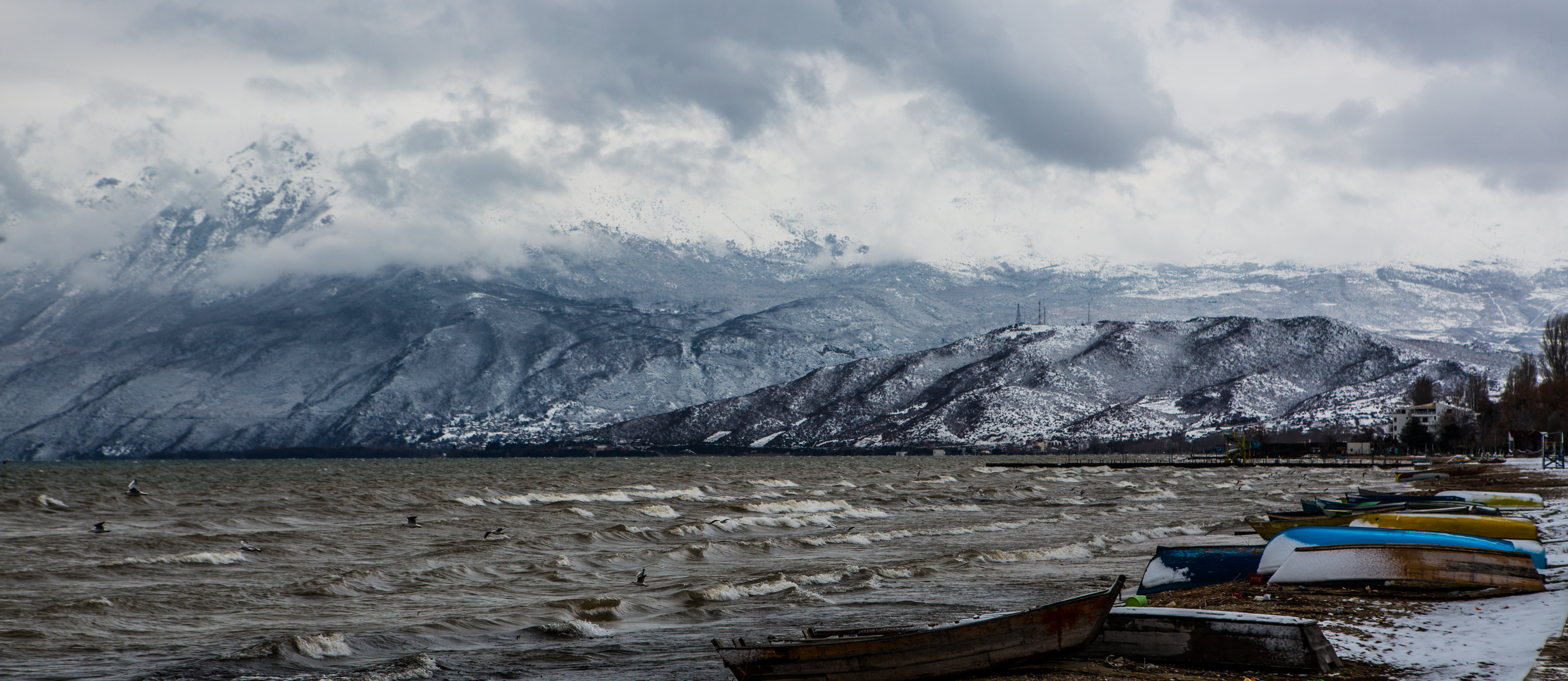
Ohridské jezero
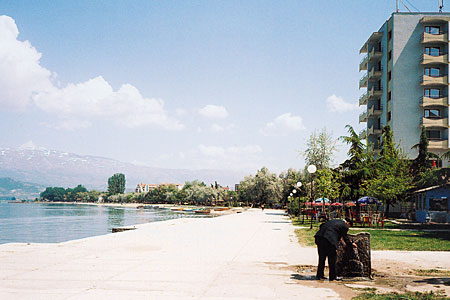
Hotel Royal
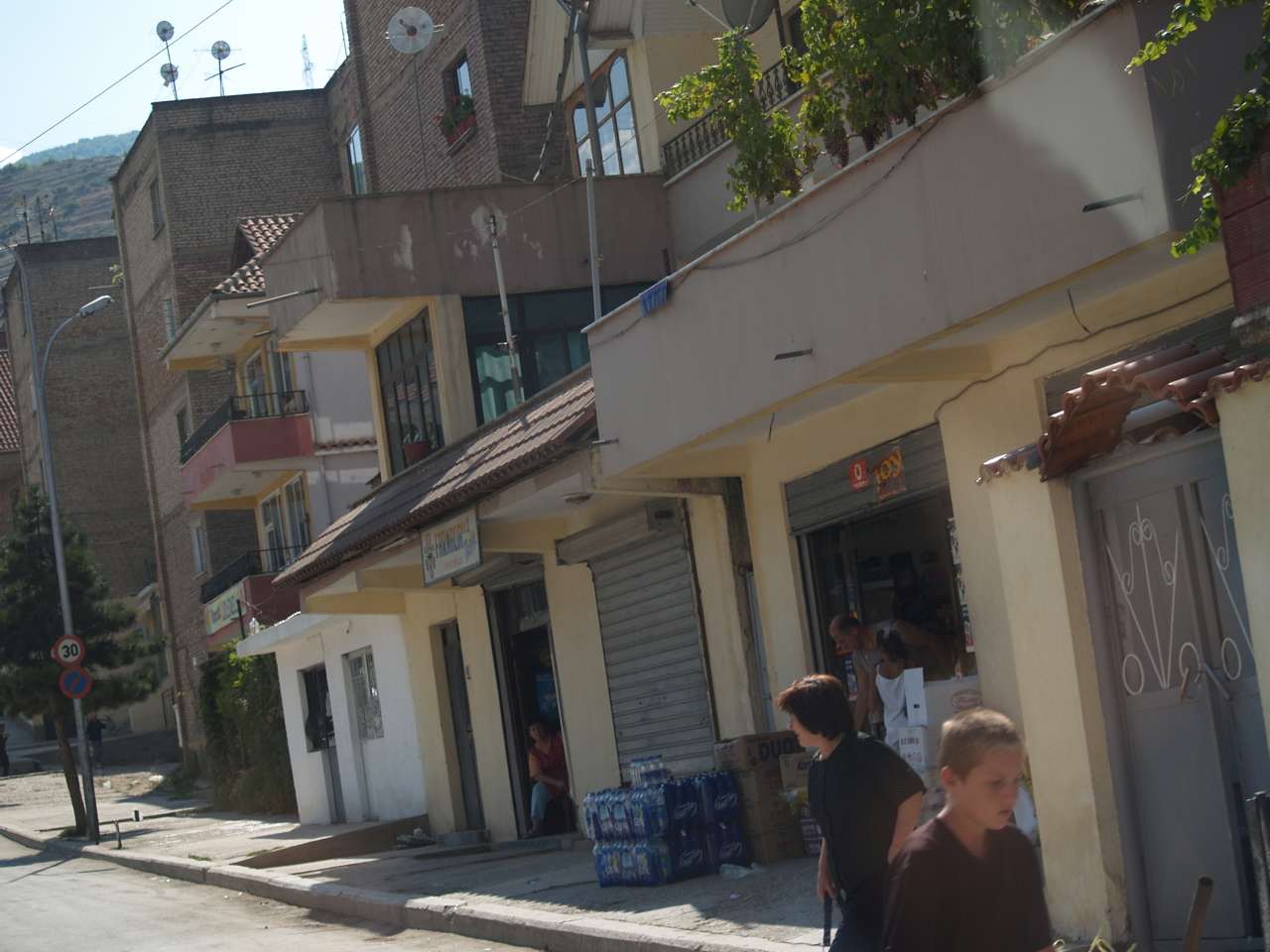
Ulice v Pogradci
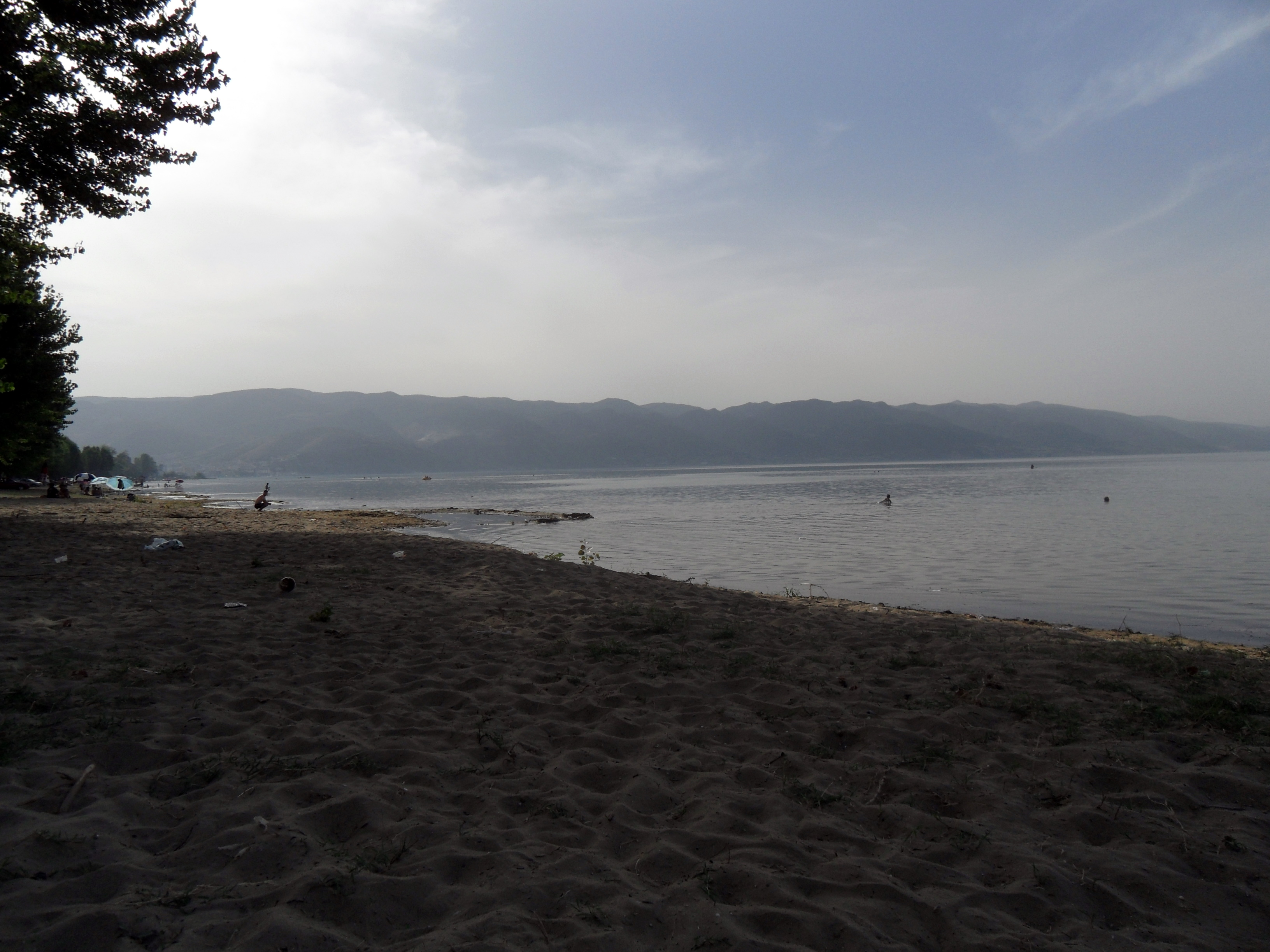
Pláž v Driloni
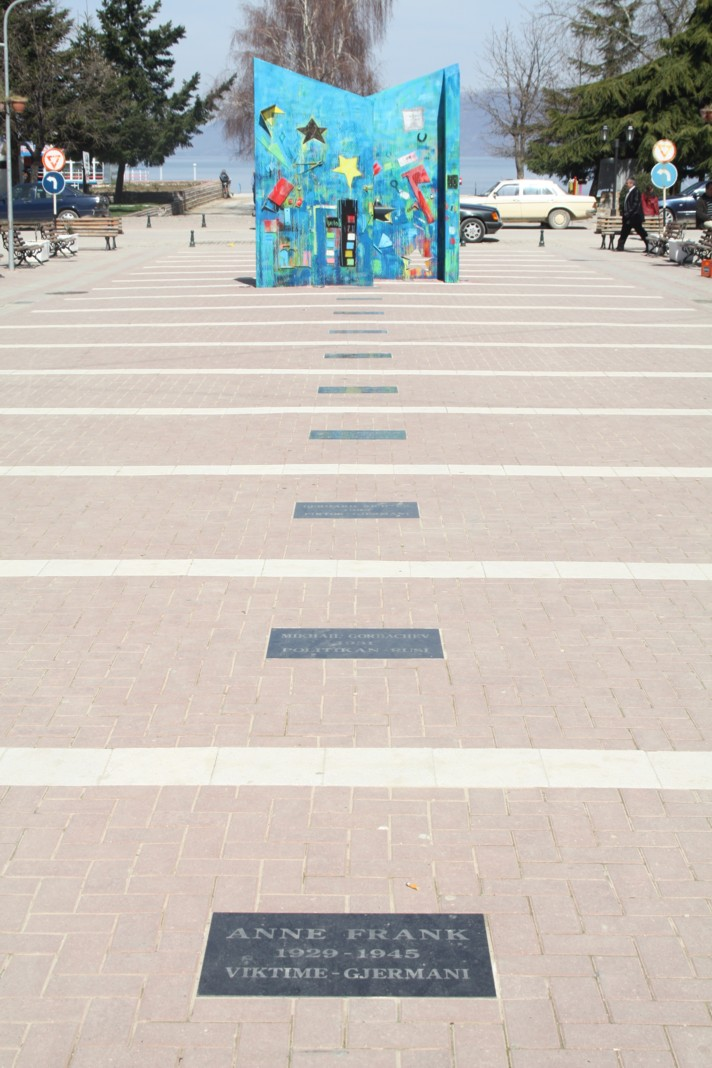
Evropská třída
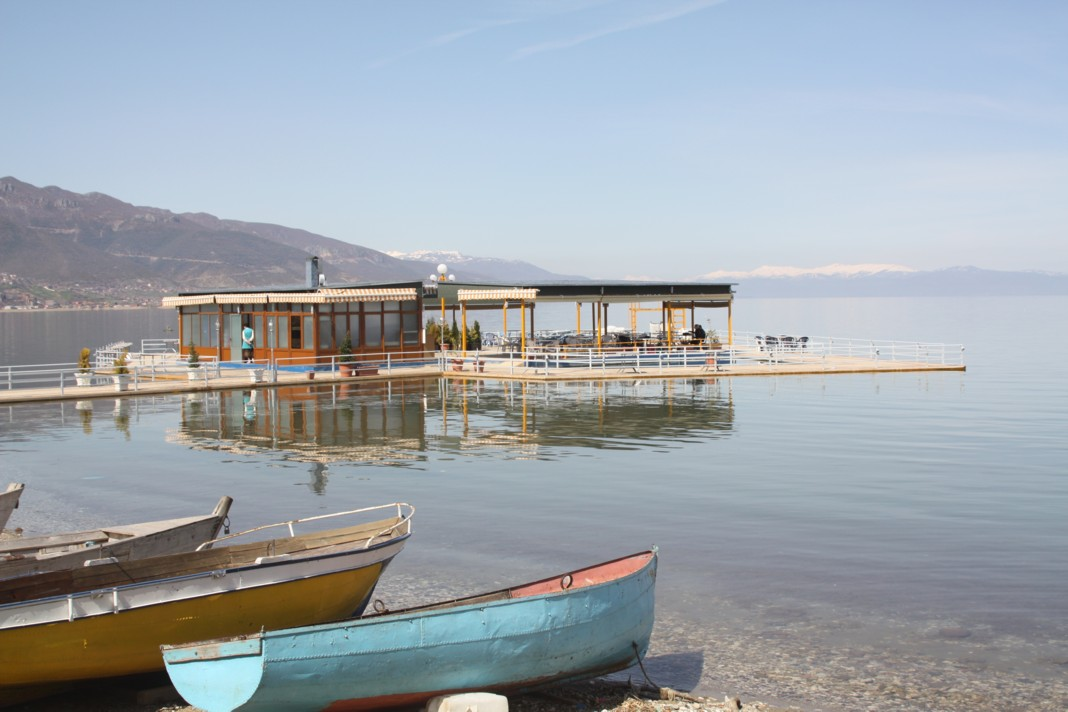
Břeh jezera
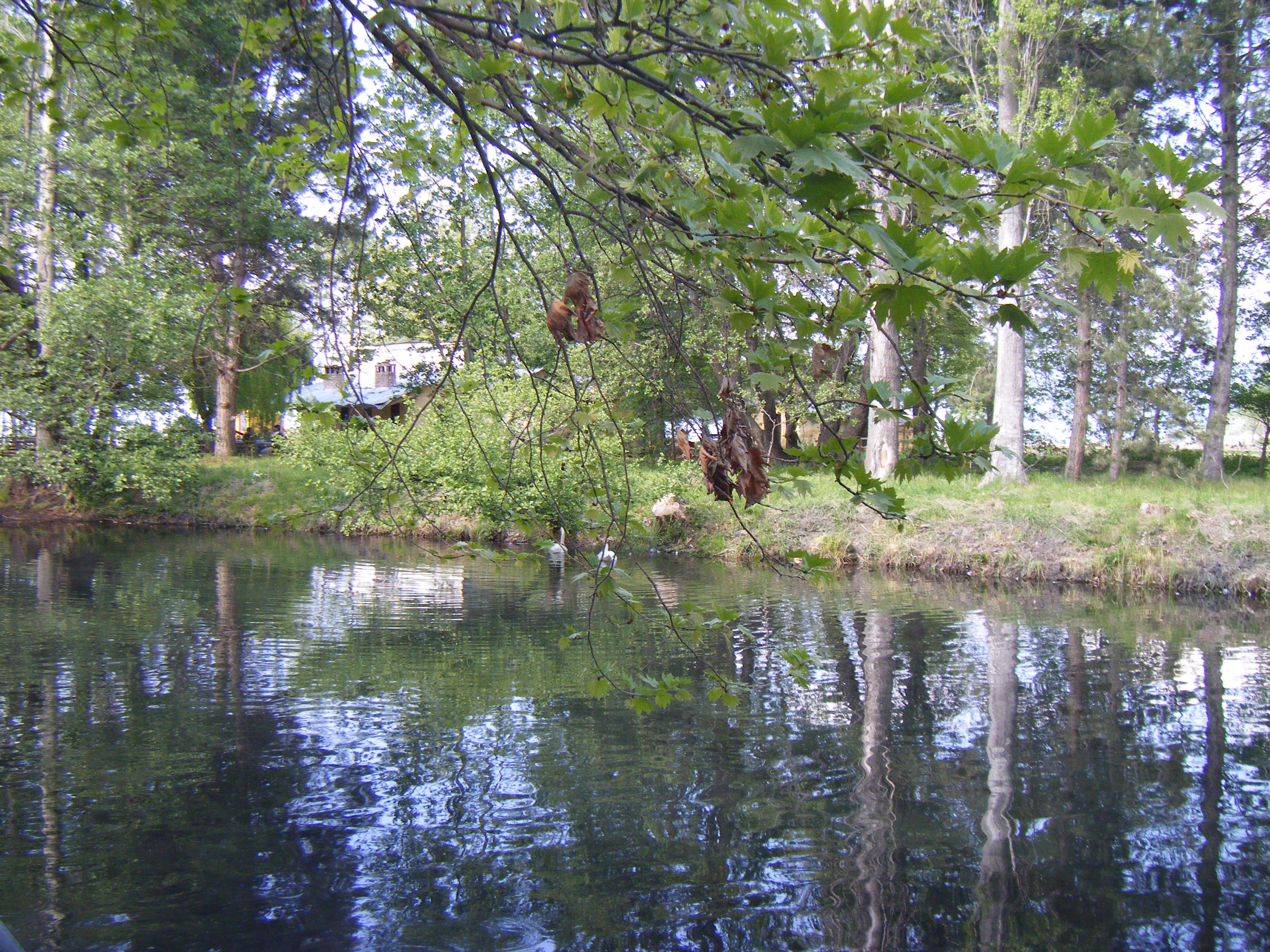
Park Driloni
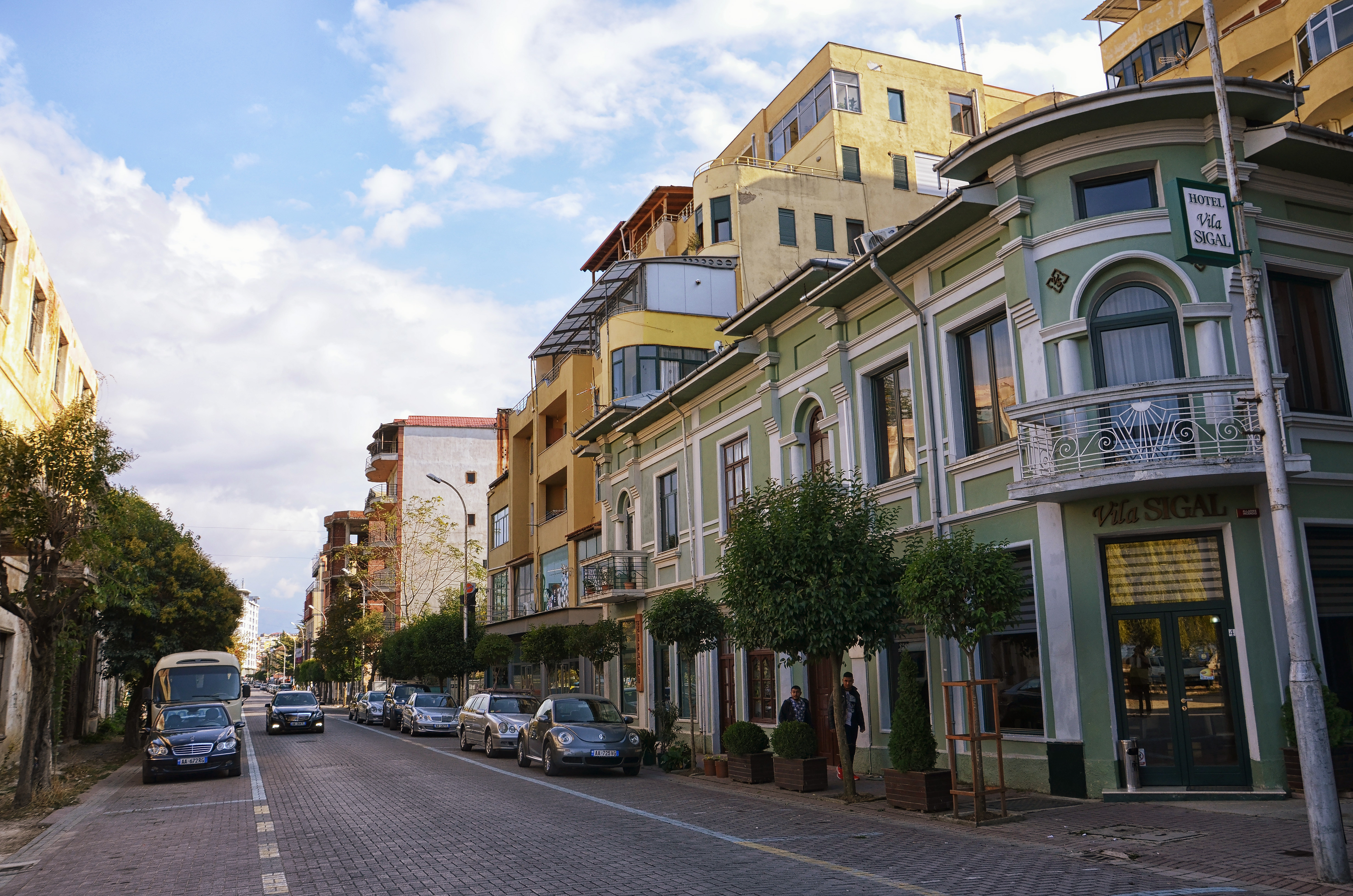
Střed města
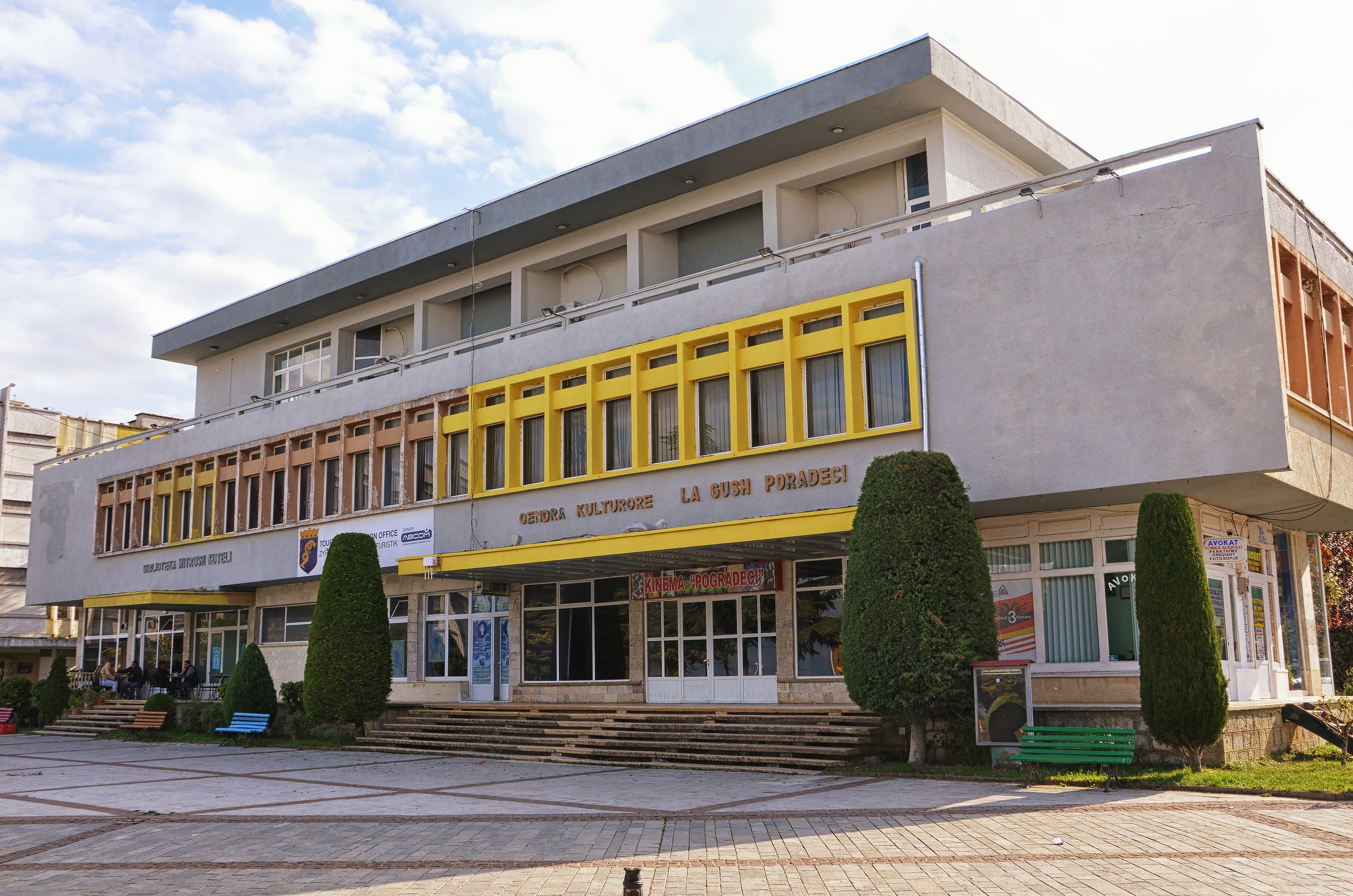
Kulturní centrum

## Známé osobnosti
- Gjergj Pekmezi (1872–1938), lingvista a publicista
- Lasgush Poradeci (1899–1987), spisovatel
- Dhimitër Pasko, spisovatel a překladatel
- Ilmi Sulollari (nar. 1935), zpěvák
- Luan Starova (nar. 1941), spisovatel
- Llambi Gegprifti (nar. 1942), bývalý politik
- Roza Dhami (nar. 1946), zpěvák